# Râul Crângul Mușii
Râul Crângul Mușii este un curs de apă, afluent al râului Ialomicioara. 